# Kim Poor
Kim Poor, née Elizabeth Kimball de Albuquerque Poor, est une artiste peintre brésilienne. Elle a été la compagne du guitariste britannique Steve Hackett de 1981 a 2007 et a illustré plusieurs jaquettes de ses albums solo.

## Biographie
Née au Brésil, Kim Poor expose pour la première fois à l'âge de 12 ans. À 17 ans, elle quitte le Brésil pour étudier les Beaux-Arts à la Parsons School of Design de New York avec Larry Rivers et au Skidmore College dans le nord de l'État de New York où elle développe une nouvelle technique en peinture au verre dépoli sur acier. En 1982, elle s'inscrit à la Central School of Art and Design de Londres pour poursuivre ses intérêts dans la gravure avec Norman Ackroyd R.A.
Son style et sa technique de peinture utilisent du verre en poudre fondu sur de l'acier et sont connus sous le nom de « Diaphanisme ».
En écrivant sur l'œuvre de Poor de 1997 "What the Jaguar Saw", le critique d'art Edward Lucie-Smith a déclaré : "Les jaguars jouent un rôle majeur dans la mythologie des Indiens d'Amazonie. L'artiste brésilienne Kim Poor, travaillant avec une technique exigeante dans laquelle de minuscules points de pigment pur sont fusionnés sur une surface métallique, donne ici à la bête une présence divine." Faisant davantage référence à la technique, cette fois en relation avec l'œuvre de Poor de 1997 "Macaw and the Moon", il commente : "Il s'agit d'une peinture en émail sur métal. La technique utilisée par l'artiste semble merveilleusement bien adaptée à l'atmosphère mystique qu'elle veut évoquer. Parce que cela lui permet de créer à la fois les couleurs intenses de l'oiseau au premier plan et la qualité éthérée de la figure symbolisant la lune en arrière-plan."
Kim a été mariée pendant 26 ans (1981-2007) au guitariste britannique Steve Hackett. Elle a réalisé les illustrations de la plupart de ses albums avant et durant leur mariage. Sa peinture pour le premier album solo de Steve, "Voyage of the Acolyte", a remporté la couverture d'album de l'année 1976 et a été exposée à la Thumb Gallery de Londres en 1979. Ils ont divorcé en 2007, ce qui a conduit Kim à intenter une action en justice contre Steve Hackett, affirmant qu'elle était copropriétaire de Stephen Hackett Ltd., où toutes les futures redevances des chansons de Genesis qu'il avait écrites et interprétées étaient versées. En 2006, Hackett a fait en sorte que toutes les redevances lui soient versées directement plutôt qu'à l'entreprise, ce qui, selon Kim Poor, violait leur accord ; elle a affirmé qu'elle avait droit à une part de l'argent. Elle a également contesté le droit de Hackett de créer de nouveaux albums de manière indépendante, provoquant d'autres problèmes. L'affaire a été réglée en 2010.

## Œuvres
- 1979 : Genesis lyrics illustrated by Kim Poor Éditions Sidgwick & Jackson.
- 2017 : Amazonia Imagined (Art Solos) de Edward Lucie-Smith, Auteur et Kim Poor, Artiste. Éditions Unicorn.